# Dimos Ziros
Dimos Ziros (Ziros) är en kommun i Grekland.   Den ligger i prefekturen Nomós Prevézis och regionen Epirus, i den centrala delen av landet, 290 km nordväst om huvudstaden Aten. Antalet invånare är 15 410. Arean är 386 kvadratkilometer.
Terrängen i Dimos Ziros är kuperad söderut, men norrut är den bergig.